# Глинянська стоянка
Глинянська стоянка — археологічна стоянка пізнього палеоліту. Розташована біля міста Глиняни (Золочівський район, Львівська область).
Виявлена стоянка мисливців, що існувала 20 тис. років тому (близько 18 тис. років до н. е.). Перше поселення існувало в урочищі Діброва. Під час розкопок у 1922 —1924 роках тут знайшли елементи пізнього палеоліту. На давній стоянці людей знайдено кремінні знаряддя праці: різці, скребачки, рештки кісток мамута (зуби, ребра), що свідчить про існування стоянок первісних мисливців.